# Apisa hildae
Apisa hildae là một loài bướm đêm thuộc phân họ Arctiinae, họ Erebidae.